# Profundiconus lani
El Profundiconus lani es una especie de caracol de mar, un molusco gasterópodo marino en la familia Conidae, los caracoles cono y sus aliados.
Estos caracoles son depredadores y venenosos. Son capaces de "picar" a los seres humanos y seres vivos, por lo que debe ser manipulado con cuidado o no hacerlo en absoluto.